# Immanuel Romano
Immanuel Romano (o da Roma), noto anche come Manoello Giudeo (Roma, 1261 circa – Fermo, dopo il 1328) è stato un poeta italiano e un uomo di cultura di religione ebraica, le cui composizioni sono state scritte in lingua ebraica, in latino e in volgare.

## Biografia
Ricevette una buona educazione umanistica e visse soprattutto della sua attività di precettore svolta presso ricche famiglie di religione israelita dell'Italia centrale (Fermo, Fabriano, Perugia, Ancona, Camerino) e di Verona. Fu amico di Cino da Pistoia e Bosone da Gubbio.
Scrisse poesie d'amore, satiriche e di vario genere che assieme ad alcuni scritti di prosa riunì nell'opera in ebraico Mahbārōt (plurale femminile). L'opera, il cui nome ebraico corrisponde all'arabo maqāmāt, è costituita da 28 componimenti misti di prosa e versi i cui metri sono quelli della poesia volgare del XIV secolo, utilizzati per es. dai poeti del Dolce stil novo. L'ultima mahbārah (singolare femminile) contiene anche una descrizione degli inferi a imitazione della Divina Commedia.
Compose in italiano quattro sonetti di gusto realistico e una frottola sulla corte di Cangrande della Scala (presso il quale Immanuel fu dopo il 1312).
Alcuni studiosi hanno teorizzato una probabile amicizia personale con Dante Alighieri.
Scrisse anche commenti biblici.

## Opere
- Immanuel Romano. I teologi naturali : squarcio del Paradiso di Manoello Romano. Versione dall'ebraico di S. De Benedetti. Pisa, Tipografia Nistri, 1871.
- Immanuel Romano. R. Immanuelis f. Salomonis Scholia in selecta loca psalmorum ex ined. eius commentario decerpsit ac latine vertit Ioh. Bern. De-Rossi ling. or. professor. Parmae, ex Imperiali typographeo, 1806.
- Immanuel Romano. Guido Mazzoni (a cura di) Il Bisbidis di Manoello Giudeo secondo il codice casanatense d.V.5. Roma, Stamperia Metastasio, 1887.
- Immanuel Romano. Rime volgari di Immanuele Romano, poeta del XIV secolo, nuovamente riscontrate sui codici e fin qui note, Parma, Tip. R. Pellegrini, 1898.
- Immanuel Romano. I sonetti volgari di Immanuele Romano. Torino, Stamp. Reale Della Ditta G. B. Paravia e C., 1904.